# La coppia più bella del mondo
«La coppia più bella del mondo» (укр. «Найкрасивіша пара в світі») — пісня італійського співака та кіноактора Адріано Челентано, що вийшла 1967 року.

## Історія
Спочатку пісня «La coppia più bella del mondo» вийшла як сингл у 1967 році. Пісня була виконана Адріано Челентано в дуеті з його дружиною — Клаудією Морі, вона стала однією з найвідоміших у творчості співака. Автором музики був Паоло Конте, а текст написали Лучано Беретта і Мікі Дель Прете. У пісні вихвалявся шлюб, подружнє життя і критикувалося розлучення.
Пісня посідала першу позицію протягом 1967/68 років у чарті Італії. Також вона виконувалася Челентано у дуеті зі співачкою Міною на передачі «Sabato sera», у якій він неодноразово виступав того ж року. Пісня послужила мотивом для фільму «Найкрасивіша пара у світі» (1968).
Пісня увійшла до альбому Челентано «Azzurro/Una carezza in un pugno» 1968 року і великої кількості збірників співака. Вона випускалася як сингл в Італії, Іспанії, Німеччині, Греції і Аргентині.

## Трек-лист
| #  | Назва                                                       | Автор слів                      | Автор музики | Тривалість |
| -- | ----------------------------------------------------------- | ------------------------------- | ------------ | ---------- |
| 1. | «La coppia più bella del mondo» (Найкрасивіша пара в світі) | Мікі Дель Прете, Лучано Беретта | Паоло Конте  | 3:00       |

## Видання
| Назва                                                                 | Лейбл                | Маркування | Країна    | Рік  |
| --------------------------------------------------------------------- | -------------------- | ---------- | --------- | ---- |
| La Coppia Più Bella Del Mondo/Torno Sui Miei Passi (7")               | Clan Celentano       | ACC 24051  | Італія    | 1967 |
| La Coppia Più Bella Del Mondo/Torno Sui Miei Passi (7")               | Vergara              | 45.198-A   | Іспанія   | 1967 |
| La Coppia Più Bella Del Mondo/Torno Sui Miei Passi (7", Jukebox, Red) | Clan Celentano       | ACC 24051  | Італія    | 1967 |
| La Coppia Più Bella Del Mondo/Torno Sui Miei Passi (7", Single)       | Ariola               | 19 652 AT  | Німеччина | 1967 |
| La Coppia Più Bella Del Mondo/Torno Sui Miei Passi (7", Single)       | Pan-Vox              | PAN 7516   | Греція    | 1967 |
| La Pareja Mas Bella Del Mundo/Retorno Sobre Mis Pasos (7", Promo)     | Producciones Fermata | 3 F 0211   | Аргентина | 1967 |